# Erioptera mediofusca
Erioptera mediofusca är en tvåvingeart som beskrevs av Alexander 1940. Erioptera mediofusca ingår i släktet Erioptera och familjen småharkrankar.
Artens utbredningsområde är Nordkorea. Inga underarter finns listade i Catalogue of Life.